# おはじきサッカー

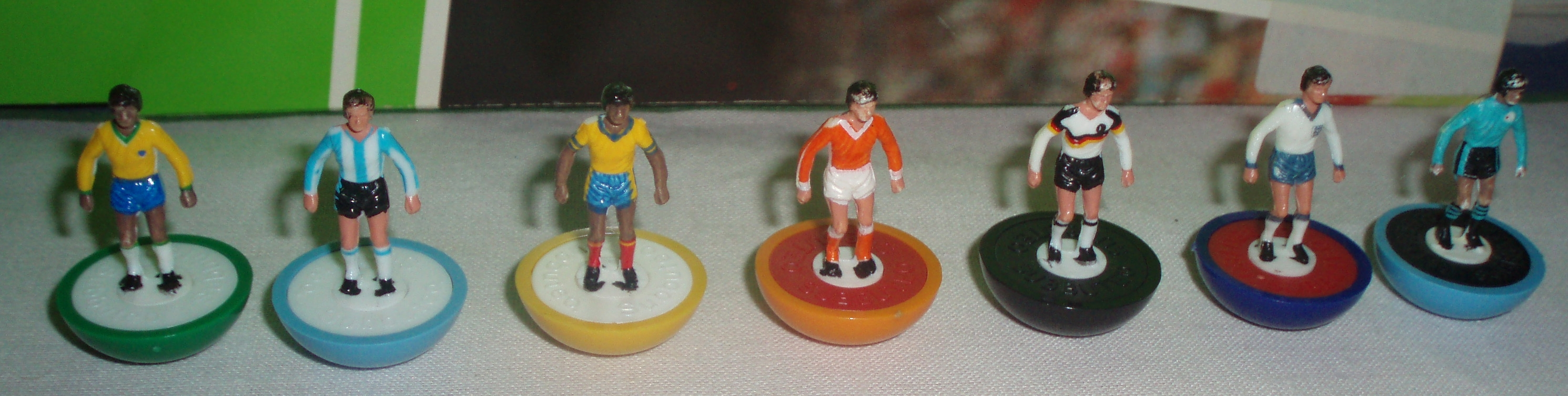
おはじきサッカーで使用されるフィギュア付きおはじき

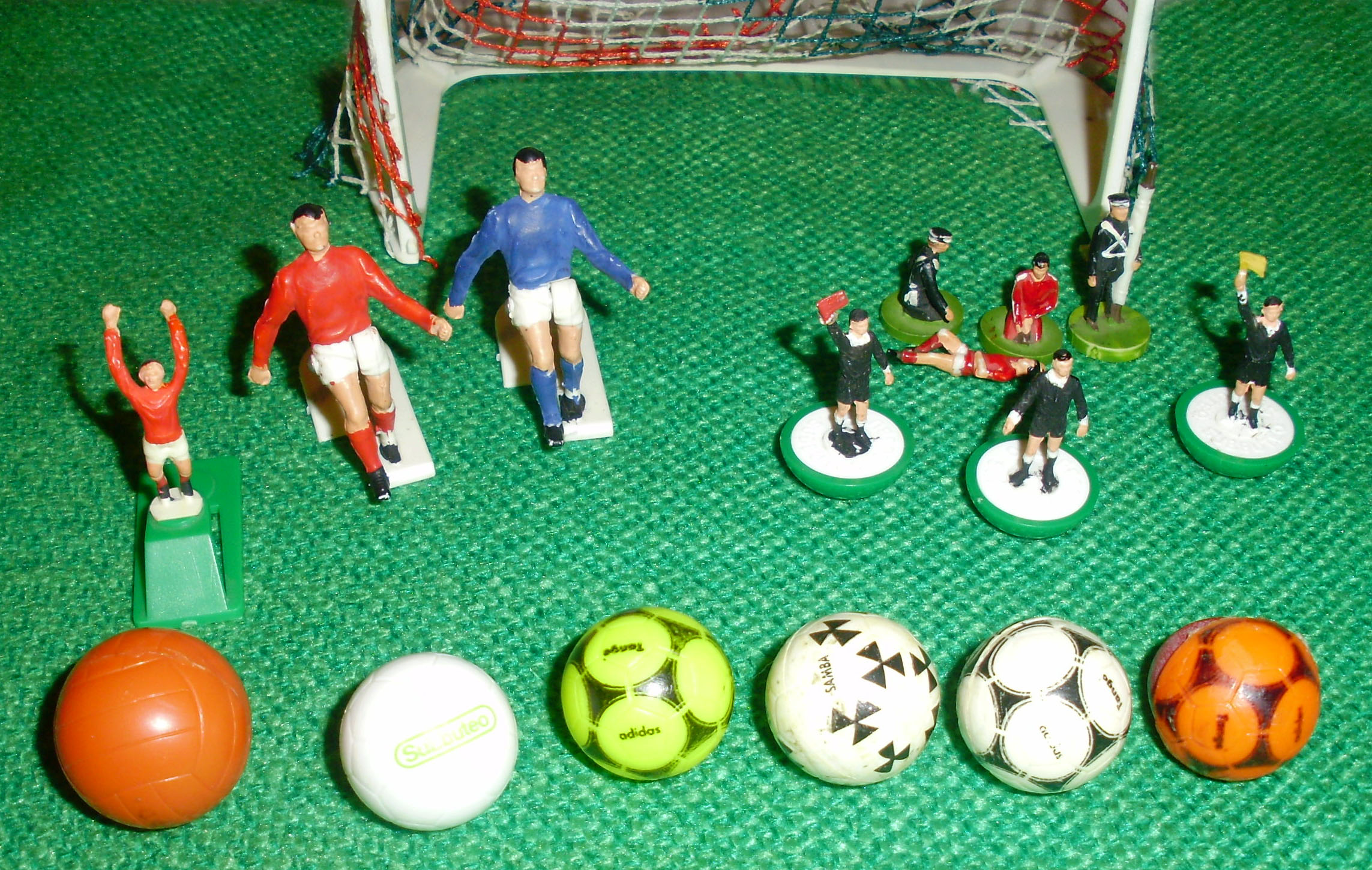
おはじきサッカーで使用する道具

おはじきサッカー（英語: Subbuteo, サブティオ）とは、サッカー選手のフィギュアが乗ったおはじきを指ではじき、ボールへ当て、ゴールにボールを入れるゲームである。

## 概要
おはじき状のフィギュアを指で弾き、弾いたフィギュアをボールにぶつけてゴールを目指すボードゲーム。世界一を決めるワールドカップは25年前から毎年開催されており、世界共通のルールでプレイされている。

### 歴史
このゲームは1929年にウィリアム・キーリングによって、発明された。その後1947年に、ピーター・アドルフが、イギリスの玩具メーカーであるサブティオで発売し、このゲームがおはじきサッカーの由来になっている。
1960年代のはじめには、NEW FOOTYとして売り出された。

## ルール
- 攻守に分かれて、プレイする[2]。
- 試合時間は15分×2。ハーフタイム・延長・V ゴール(準決勝以降)は10分間[4]
- 人差し指か中指のどちらかでおはじきを弾く。爪で弾かなくてはならないが、親指を使ってはいけない[1]。
- 攻撃側は弾いたおはじきをボールにぶつけながらゴールを目指する[2]。
- 弾いたおはじきがボールに当たらなかった場合は攻守交代となる[2]。
- 守備側は攻撃側の進行方向を邪魔するように、守備していく[2]。
- シュートエリアに入った場合のみ、シュートを打つことができる[2]。
  - その際は、ボードに指を引っかけて強く弾くことが許される[2]。
  - この一連の動作はシュートエリアにボールが入った時にしかできない[2]。
- 連続して同じ駒がボールに触れられるのは3回まで[5]。
- その他、オフサイドやPKなどのルールもある[2]。

### 注
1. ↑  このゲームは彼によってNEW FOOTY と名付けられた